# Шпаннер, Рудольф
Рудольф Мария Шпаннер (нем. Rudolf Spanner); 17 апреля 1895 — 31 августа 1960) — немецкий патолог, профессор медицины, директор анатомического института в Данциге (ныне Гданьск), офицер СС. Проводил эксперименты с производством мыла из человеческого жира в 1943—1944 годах.

## Биография
Шпаннер участвовал в Первой мировой войне с 1914 по 1918 годы, в качестве полевого врача. В 1919 году работал ассистентом в Зенкенбергской академии во Франкфурте и в 1921 году в Анатомическом институте в Гамбурге. В 1923 году занял второе место, а в 1927 году первое в сфере рассечения, в Анатомическом институте в Киле. В 1924 году проходил хабилитацию в сфере анатомии. В 1929 году работал преподавателем и нештатным доцентом в Киле. В 1938 году он стал доцентом физиологии в Йене, в 1939 переехал в Кёльн, и работал там в качестве профессора. С 1939 по 1945 год Шпаннер был профессором в Медицинской академии в Гданьске. В 1942 году стал членом общества Леопольдина. В 1946 году вернулся в Кёльн, в качестве приглашенного профессора.
Шпаннер был военным врачом во время Второй мировой войны, работал в Анатомическом институте Данцига. По собственной инициативе в 1943—1944 годах разработал способ изготовления мыла из человеческого жира. По словам свидетелей на Нюрнбергском процессе, это были трупы заключенных концлагеря Штутгофского, которые доставлялись в больницы Гданьска. Таким образом было произведено до 100 кг мыла. Слухи о промышленном производстве мыла из жира людей не являются подтвержденными. Тем не менее, такие истории напугали заключенных концлагеря.
Первый источник появился ещё в начале войны, в процессе анти-немецкой пропаганды Великобритании времен Первой мировой войны. В частности, британская и американская пресса предположили, что человеческий жир использовался из-за нехватки ресурсов.
С 1955 года был назначен профессором в Кёльне. В 1957 году стал директором Кёльнского анатомического института. Создал там пользующийся большой известностью анатомический атлас Вернера Шпалтегольца. Атлас этот используется до наших дней.
Шпаннер никогда не привлекался к суду, так как не было доказано, что он участвовал в убийстве людей, трупы которых впоследствии использовал в своих экспериментах.
Умер от инсульта 31 августа 1960 года.

## Показания свидетелей
Как показал свидетель, рядом с анатомическим институтом, летом 1943 года было построено здание для обработки трупов и вываривания костей. По словам свидетеля, это была лаборатория для обработки человеческих скелетов, сжигания мяса и ненужных костей. Зимой 1943—1944 года Шпаннер приказал сохранять человеческий жир. В феврале 1944 года профессор дал свидетелю рецепт приготовления мыла из человеческого жира.
Производственная варка занимала от 3 до 7 дней. Свидетель принимал участие в двух варках, в результате которых получилось более 25 килограммов мыла. Для этого было использовано 70—80 килограммов человеческого жира примерно с 40 трупов. Шпаннер вёл переписку, договариваясь с администрацией тюрем и концлагерей о поставке в институт трупов. Шпаннер также приказал собирать человеческую кожу, которую для обезжиривания обрабатывали химическими веществами.
Согласно показаниям другого свидетеля, Шпаннер до войны работал в анатомическом институте в Киле, а также в госпитале Лондона.